# Mouvement de la jeunesse palestinienne

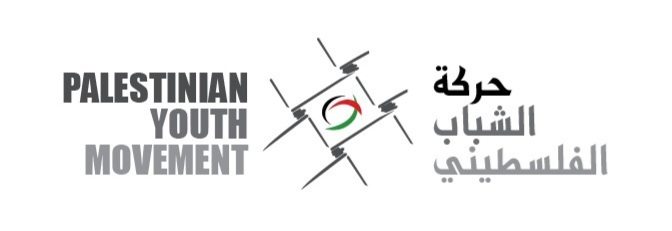
Logo

Le Mouvement de la jeunesse palestinienne (PYM ; arabe : حركة الشباب الفلسطيني) est une organisation pro-palestinienne, antisioniste, socialiste et anti-impérialiste, avec des sections en Amérique du Nord et en Europe. Le groupe a participé à des actions politiques avec le Parti pour le socialisme et la libération (PSL), un parti communiste aux États-Unis, et la Coalition A.N.S.W.E.R.,,,. Il est principalement composé de jeunes de la diaspora palestinienne et de la diaspora arabe.
Selon Giving Compass, un site web qui fournit des informations sur les organisations à but non lucratif aux donateurs potentiels, le PYM a été fondé en 1982.

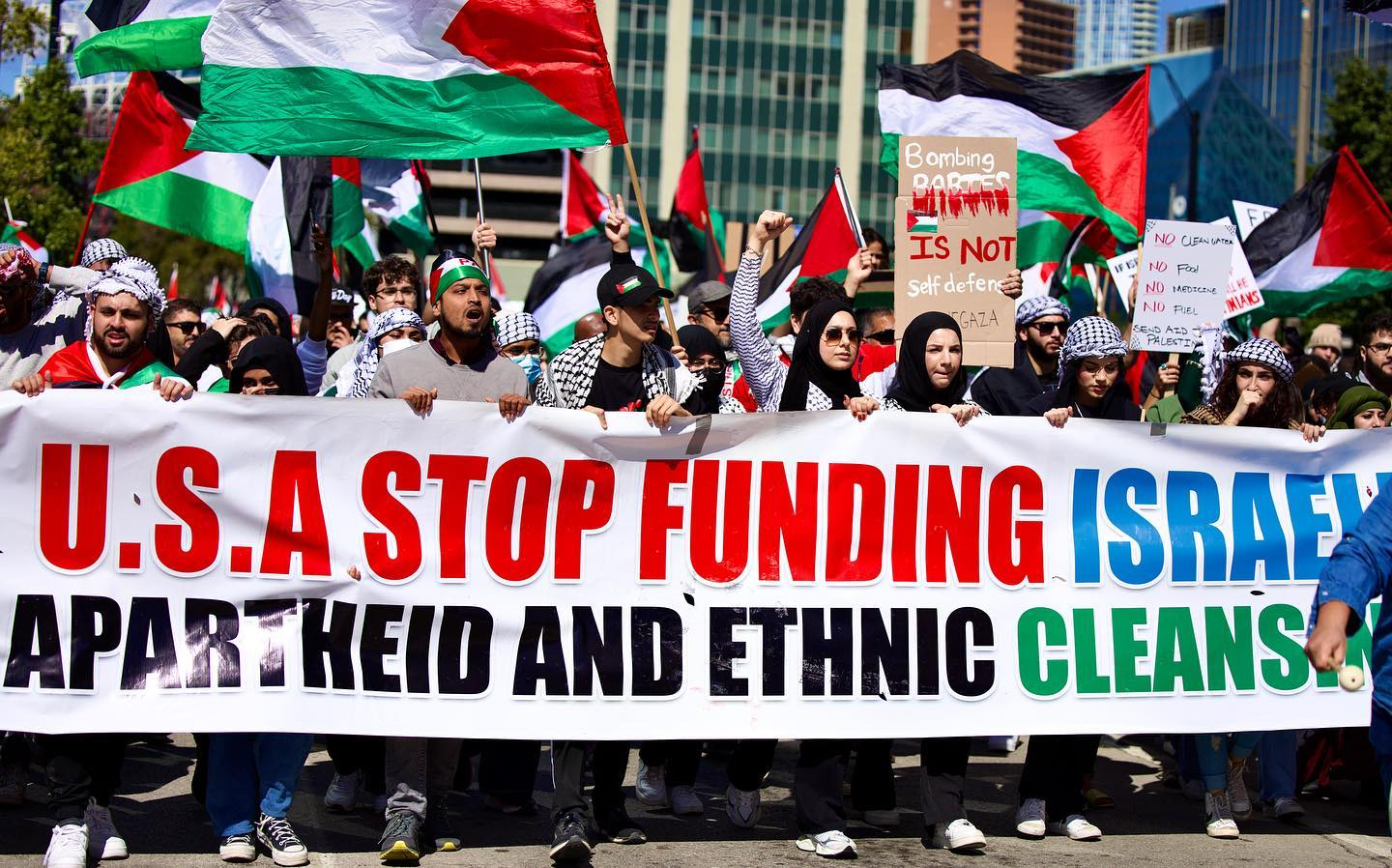
Manifestation organisée par PYM à Dallas le 15 octobre 2023

Le PYM a participé aux manifestations en cours contre la guerre à Gaza aux États-Unis, y compris à l’occupation pro-palestinienne de l’université Columbia en 2024,, et à la manifestation de juillet 2024 à Washington D.C. aux côtés de divers autres groupes, et a adopté une approche comparable à celle du groupe antisioniste de New York Within Our Lifetime (WOL), en refusant de collaborer avec le Parti démocrate.
Notamment, en 2024, le PYM a participé à la création de la première traduction anglaise du roman de Wisam Rafeedie, The Trinity of Fundamentals, qui traite de la résistance palestinienne, aux côtés du Dr Muhammad Tutunji. Rafeedie est membre du FPLP et ancien prisonnier palestinien détenu en Israël,.